# Jevgenija Poljakova
Jevgenija Andrejevna Poljakova (rusko Евгения Андреевна Полякова), ruska atletinja, * 29. maj 1983, Moskva, Sovjetska zveza.
Nastopila je na poletnih olimpijskih igrah leta 2008 ter osvojila naslov olimpijske prvakinje v štafeti 4x100 m, toda zaradi dopinga članice štafete Julije Čermošanske jim je bil naslov odvzet, v teku na 100 m se je uvrstila v polfinale. Na evropskih dvoranskih prvenstvih je v teku na 60 m osvojila naslov prvakinje leta 2009 in podprvakinje leta 2007. 